# Allan Nordenstam

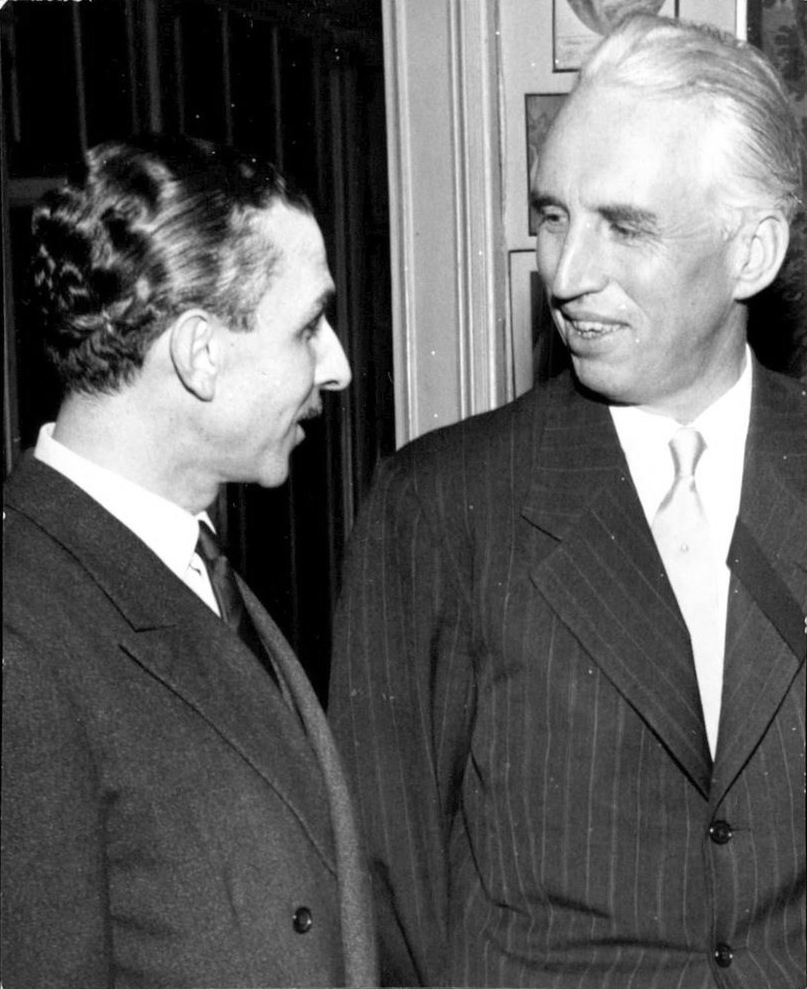
Allan Nordenstam tar avsked av Argentinas chargé d'affaires Carlos A. Gaviola.

Berndt Allan Nordenstam, född 26 december 1904 i Jönköpings Kristina församling, död 2 mars 1982 i Oscars församling, Stockholm, var en svensk jurist och ämbetsman.

## Biografi
Allan Nordenstam var son till rektor Roland Nordenstam och Karin Hay. 
Han tog examen som lantmätare 1927, kulturtekniker 1931 och blev jur. kand. vid Stockholms högskola 1932. Under studierna hade han förordnande som lantmätare. Efter juristexamen blev han amanuens och efter tingstjänstgöring 1933–1935 blev han 1936 fiskal vid Svea hovrätt. År 1940 blev Nordenstam assessor vid Hovrätten för Övre Norrland och 1944 hovrättsråd. Samtidigt utförde Nordenstam flera utredningar för Justitiedepartementet.
År 1946 utsågs Nordenstam till byråchef i lantmäteristyrelsen, och var 1948–1957 dess generaldirektör. I den befattningen utsågs han till konsultativt statsråd (1952–1957) under koalitionsregeringen av socialdemokrater och bondeförbundet. Nordenstam tillhörde formellt inget politiskt parti, men sympatiserade redan under statsrådstiden med socialdemokraterna . Han var också redaktör för Svensk lagsamling, tillsammans med Torsten Nothin och Bengt Petri.
Nordenstam blev därefter landshövding i Jönköpings län från 1957 till 1963. Han utnämndes till överståthållare och tjänstgjorde som sådan från 1963 till 1967. Efter att Överståthållarämbetet sammanslagits med Länsstyrelsen i Stockholms län, var han fortsatt verksam som landshövding i Stockholms län från 1968 till 1971.

## Utmärkelser
- Riddare och kommendör av Kungl. Maj:ts orden (Serafimerorden), 18 november 1971.[5]
- Kommendör med stora korset av Nordstjärneorden, 23 november 1955.[6]